# Frane Čirjak
Frane Čirjak (Zara, 23 giugno 1995) è un calciatore croato, centrocampista del Buxoro.

## Carriera

### Club
In carriera ha giocato 9 partite di qualificazione alle coppe europee, di cui 1 per la Champions League e 8 per l'Europa League.

### Nazionale
Nel 2013 ha giocato 5 partite con la nazionale croata Under-19.